# 7e Pantserdivisie (Verenigd Koninkrijk)

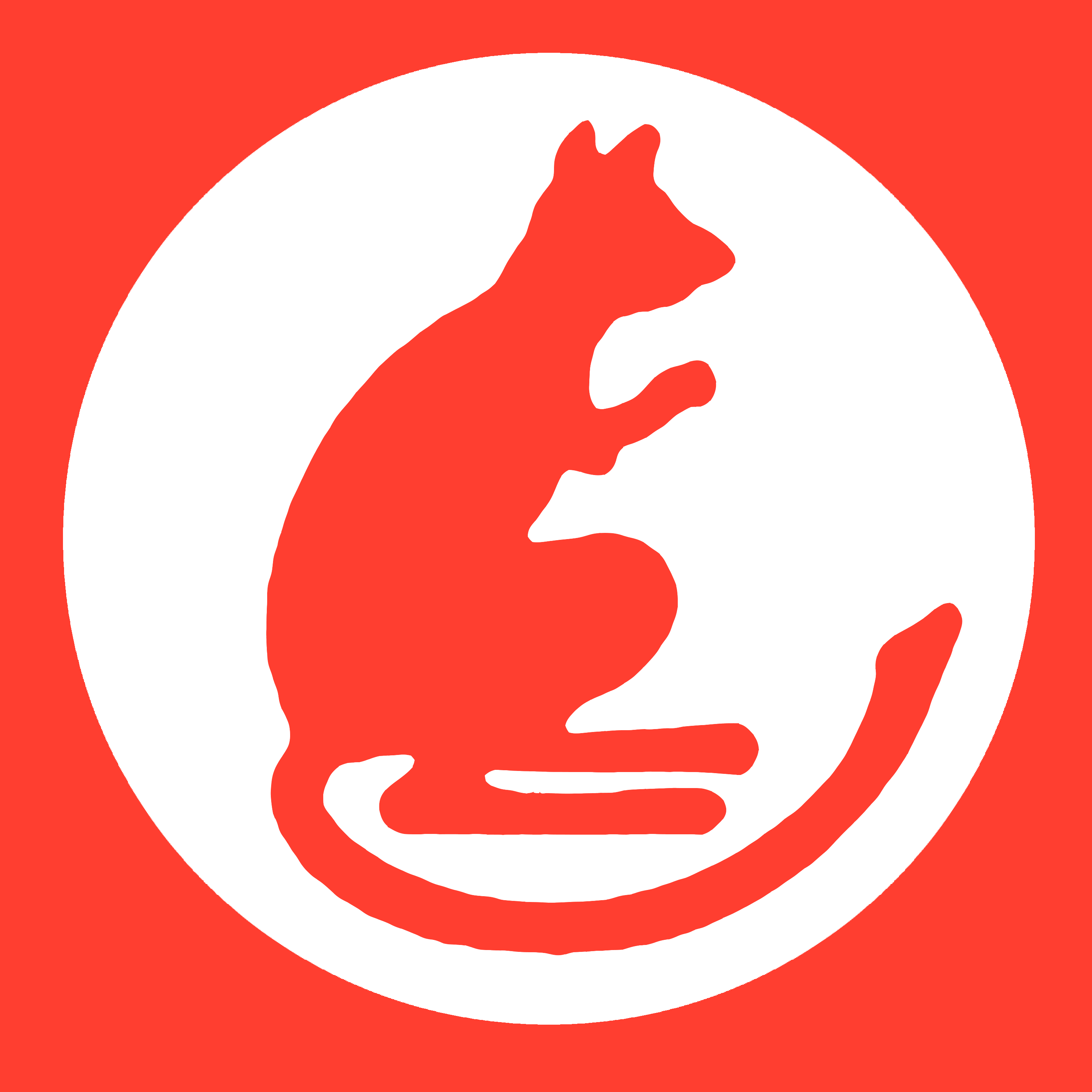
Insigne van het Britse 7e Pantserdivisie

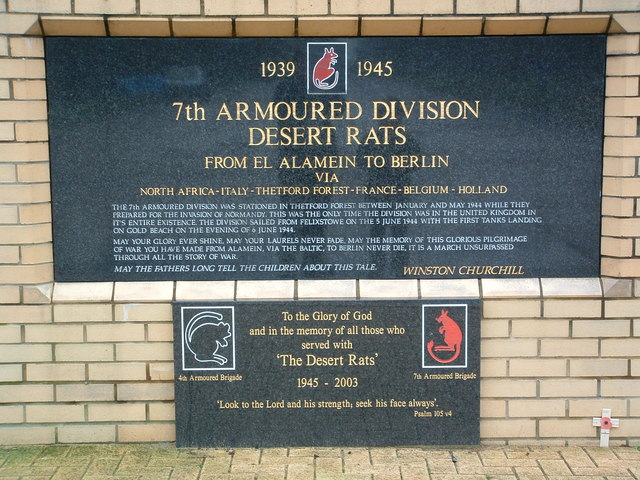
Plaquettes op de Memorial

De Britse 7e Pantserdivisie (Engels: 7th Armoured Division) was een Britse pantserformatie die diende tijdens de Tweede Wereldoorlog. Ze stonden beter bekend onder de naam Desert Rats.

## Geschiedenis

### Oprichting
Na het Verdrag van München in 1938 arriveerde eenheden die later de 7e Pantserdivisie zouden vormen in het Midden-Oosten om de Britse eenheden in Egypte te versterken.
De ‘Mobile Force’ werd aan de kust op ongeveer 190 km van Alexandrië opgezet. Het werd gevormd uit de bestaande Caïro Cavalry Brigade (drie pantserregimenten, de 7e Hussars, de 8e Hussars en de 11e Hussars) en de 1st Royal Tank Regiment, ondersteunde troepen waren de 3rd Regiment Royal Horse Artillery, een compagnie van de Royal Army Service Corps, een eenheid van veldambulances en een bataljon van de King’s Royal Rifle Corps. De eerste bevelhebber van de divisie werd generaal-majoor Percy Hobart.

## Noord-Afrika
In december 1939 werd Hobart als bevelhebber opgevolgd door generaal-majoor Sir Michael O'Moore Creagh. Het was de bedoeling dat de eenheid over 220 tanks beschikte. Echter, bij de uitbraak van de oorlog beschikte de ‘Mobile Force’ slechts over 65 tanks.
Op 16 februari 1940 werd de Mobile Division hernoemd in de 7e Pantserdivisie. In die tijd werd ook de Desert Rat of de Jerboa als afbeelding van de divisie overgenomen. Nadat de Italianen de oorlog hadden verklaard was de Western Desert Force behoorlijk in de minderheid. Maar de Italianen bleken geen partij voor de Britten te zijn. De Western Desert Force wist in 1940 ongeveer 250.000 Italianen krijgsgevangen te nemen.
Tijdens de Italiaanse terugtrekking in 1941 moest de 7e Pantserdivisie op bevel van generaal-majoor Richard O'Connor, de bevelhebber van de Western Desert Force zuidwaarts richting Jebel Akhdar oprukken en de Italianen dan bij Beda Fomm afsnijden. De Australische troepen moesten de Italianen naar het westen verdrijven. Het leidde uiteindelijk in de vernietiging van het Italiaanse Tiende Leger en de komst van het Duitse Afrikakorps onder bevel van Erwin Rommel.
De Western Desert Force werd later hernoemd in het 13e Legerkorps en werd een van de belangrijkste legeronderdelen van het Britse Achtste Leger. De 7e Pantserdivisie nam deel aan de belangrijkste veldslagen van de Noord-Afrikaanse campagne, inclusief de Eerste Slag bij El Alamein en de Tweede Slag bij El Alamein. Daarnaast namen ze ook deel aan de uiteindelijke vernietiging van de asmogendheden in Tunesië in 1943.

## Italië
De divisie was geen aanvalseenheid tijdens de landing op Sicilië, maar nam wel deel aan de gevechten op het Italiaanse vasteland. Op 15 september 1943 ging de 7e Pantserdivisie aan land bij Salerno om daar mee te helpen om de hevige Duitse tegenaanvallen te weerstaan. De divisie nam deel aan verovering van Napels, het oversteken van de rivier de Volturno en over die rivier een pontonbrug te bouwen waardoor het voor andere geallieerde eenheden mogelijk was om naar het noorden op te rukken.

## Noordwest-Europa
In november 1943 werd de 7e Pantserdivisie overgeplaatst naar Groot-Brittannië. De divisie werd herbewapend met Cromwell tanks en ontving in april en mei 1944 een bestelling van 36 Sherman Firefly.
De 7e Pantserdivisie nam deel aan Operatie Overlord en na het vertrek en de aanvang van de operatie op 4 juni, landde op 7 juni, daags na de eerste manschappen op 6 juni, op Gold Beach. Daarna nam de divisie deel aan Operatie Perch en Operatie Goodwood, twee operaties die deel uitmaken van de Slag om Caen. Tijdens Perch was de divisie een van de speerpunten van de tangaanval op de stad. Na de inname van Caen nam de divisie deel aan Operatie Spring, Operatie Bluecoat en aan de opmars naar de Siegfriedlinie.
Na de opmars door Frankrijk nam de divisie deel aan de bevrijding van België en Nederland en bevrijdde op 5 september 1944 Gent. De divisie nam daarna deel aan de verovering en het veiligstellen van bruggen over de rivier de Maas. In januari 1945 nam het deel aan Operatie Blackcock en Operatie Plunder en stak bij Xanten en Wesel de rivier de Rijn over en rukte daarna op naar Hamburg.

## Na de Tweede Wereldoorlog
De 7e Pantserdivisie bleef na de oorlog in Duitsland als deel van de bezettingsmacht en ging in de jaren vijftig op in de British Army of the Rhine. In april 1958 werd de 7e Pantserdivisie hernoemd in de 5e Divisie.

## Bevelhebbers
De 7e Pantserdivisie had tijdens de Tweede Wereldoorlog 13 bevelhebbers.
- 3 september 1939 – generaal-majoor Percy Hobart
- 16 november 1939 – brigadier J.A.L. Caunter (tijdelijk)
- 4 november 1939 – generaal-majoor Michael O'Moore Creagh
- 1 april 1941 – brigadier J.A.L. Caunter (tijdelijk)
- 13 april 1941 – generaal-majoor Michael O'Moore Creagh
- 3 september 1941 – generaal-majoor William Gott
- 6 februari 1942 – generaal-majoor John Campbell (omgekomen op 23 februari)
- 23 februari 1942 – brigadier A.H. Gatehouse (tijdelijk)
- 9 maart 1942 – generaal-majoor Frank Messervy
- 19 juni 1942 – generaal-majoor J.W.M. Renton
- 14 september 1942 – generaal-majoor John Harding (gewond op 18 januari 1943)
- 20 januari 1943 – brigadier G.P.B. Roberts (tijdelijk)
- 24 januari 1943 – generaal-majoor George Erskine
- 4 augustus 1944 – generaal-majoor Gerald Lloyd Verney
- 22 november 1944 – generaal-majoor Lewis Owen Lyne
- 1947 – generaal-majoor G.P.B. Roberts

## Desert Rat Memorial

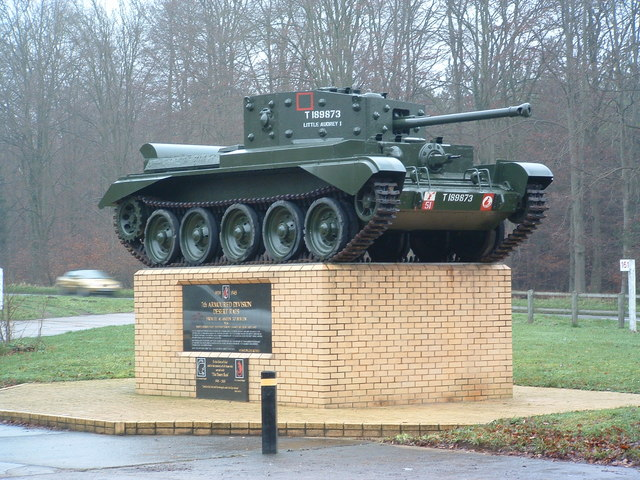

Op 23 oktober 1998 werd in het noordelijk deel van Thetford Forest, nabij Ickburgh, een tankmonument voor de 7e Pantserdivisie opgericht. Het Desert Rat Memorial toont een Mark IV Cromwell tank op een sokkel, waarop een plaquette is aangebracht. De 7e Pantserdivisie was van januari tot mei 1944 gelegerd in Thetford Forest, de enige periode dat de divisie in het Verenigd Koninkrijk aanwezig was. In 2004 werd het monument uitgebreid met een plaquette in herinnering aan de 4th Armoured Brigade (The Black Rats) en de 7th Armoured Brigade (The Green Jerboa).